# Sine populo
Sine populo è un'espressione latina che significa "senza il popolo" o "senza gente".

## Sine populo teste
Appare come parte della frase sine populo teste ("inosservato dalla gente", "senza pubblicità") nelle Tusculanae disputationes, II §64 di Marco Tullio Cicerone.

## Missa sine populo
In alcune edizioni del Missale Romanum, dal 1970 al 2002, l'espressione sine populo faceva parte della frase Missa sine populo, che si distingueva dalla Missa cum populo.
Le edizioni del 1970 (la prima dopo il Concilio Vaticano II) e del 1975 (seconda edizione, che differisce essnzialmente dalla prima solo nell'omettere ogni menzione del suddiacono) davano separatamente i testi Ordo Missae cum populo (pp. 383–391 e 472–476); Ordo Missae sine populo (pp. 477–486); e Ordo Missae {pp. 392–471, cioè i prefazi e le preghiere eucaristiche).
In esse, l'Ordinamento generale del Messale Romano parlava di tre forme della celebrazione: Missa cum populo (nn. 77-152), Missa concelebrata (nn. 153-208) e Missa sine populo (nn. 209-231).
Nella terza edizione (quella del 2002, riveduta e ampliata), l'Ordinamento generale non parla più della Missa sine populo ma invece della Missa cuius unus tantum minister participat. nella traduzione ufficiale italiana, "Messa a cui partecipa un solo ministro".
Questa forma della messa è differenziata, come quella sine populo nelle due edizioni precedenti, dalla Missa cum populo, di cui si dà la seguente definizione: Missa cum populo ea intellegitur quae cum fidelium participatione celebratur ("Per Messa con il popolo si intende quella celebrata con la partecipazione dei fedeli"). La più chiaro contrasto fa vedere che con Missa cum populo non si intende necessariamente la totalità e nemmeno la maggior parte dei fedeli della parrocchia, ma anche, per esempio, quei fedeli che partecipano ad una semplice messa feriale, celebrazione alla quale si contrappone la "messa celebrata dal sacerdote con la sola presenza di un ministro".
Nel corpo della terza edizione si trova ancora, forse per svista, l'espressione Missa sine populo in due posti:
1. Il Giovedì della Settimana Santa, si afferma: Iuxta antiquissimam Ecclesiae traditionem, hac die omnes Missae sine populo interdicuntur (Per antichissima tradizione della Chiesa, in questo giorno tutte le Messe senza il popolo sono vietate).
2. Nella sezione "Messe e orazioni per varie necessità", si dice Quae inveniuntur in tribus prioribus partibus dici possunt sive in Missa cum populo sive in Missa sine populo celebrata; quae vero in quarta parte colliguntur, dici possunt plerumque in Missis quae sine populo celebrantur, nisi ratio pastoralis aliquando aliter suadeat (I formulari delle prime tre sezioni si possono utilizzare sia nella Messa celebrata con il popolo sia nella Messa celebrata sine populo; i formulari della quarta sezione.
Svista o no, tale menzione è stata tolta nella ristampa corretta del 2008, per cui non si trova più nel Missale Romanum l'espressione Missa sine populo in latino, né si trova la corrispondente frase nelle edizioni più recenti delle versioni in lingua vernacola, come per esempio quella italiana del 2020.